# 65708 Ehrlich
65708 Ehrlich este un asteroid din centura principală de asteroizi.

## Descriere
65708 Ehrlich este un asteroid din centura principală de asteroizi. A fost descoperit pe 4 septembrie 1992 la Tautenburg de Freimut Börngen și Lutz Dieter Schmadel. Asteroidul prezintă o orbită caracterizată de o semiaxă mare de 2,39 ua, o excentricitate de 0,19 și o înclinație de 2,8° în raport cu ecliptica.